# Sideroxylon moaense
Sideroxylon moaense là một loài thực vật có hoa trong họ Hồng xiêm. Loài này được (Bisse & J.E.Gut.) J.E.Gut. mô tả khoa học đầu tiên năm 2002.